# Mia Griesel
Mia Griesel (* 31. März 2006 in Bremervörde) ist eine deutsche Tischtennisspielerin. Sie tritt für den MTV Tostedt in der 2. Bundesliga an, wo sie 2020 mit 14 Jahren das erste Spiel absolvierte.

## Karriere
Griesel absolvierte für ihren Heimatverein TSV Lunestedt ab August 2013 die ersten Punktspiele. Im November 2019 machte sie mit dem Gewinn des Bundesranglistenturniers Top 24 der Altersklasse U15 in Landsberg erstmals bundesweit auf sich aufmerksam. Zur Saison 2020/21 wechselte sie zum MTV Tostedt, wo sie am 26. September 2020 ihr erstes Spiel in der zweiten Bundesliga bestritt. Im November 2021 siegte sie im Top 24 Bundesranglistenturnier der Altersklasse U18 in Refrath. Bei den Deutschen Jugend-Meisterschaften im April 2022 in Chemnitz holte Griesel im Doppel mit Naomi Pranjkovic und im Mixed mit Vincent Senkbeil die  U18-Titel.
Im Februar 2023 gewann Griesel beim Top-12-Bundesranglistenfinale der U15 und U19 den Titel im U19-Einzel. Beim WTT Youth Contender in Helsingborg gewann sie im Juni 2023 im Mixed U19 zusammen mit André Bertelsmeier Gold.
Im März 2024 gab der ttc berlin eastside bekannt, dass Griesel zur Saison 2024/25 zum Bundesligisten wechselt.

### Nationalmannschaft
Mia Griesel steht seit 2021 im Nachwuchskader der Nationalmannschaft. Ihr erstes Turnier war die Jugend-Europameisterschaft in Varazdin, bei der sie zusammen mit Annett Kaufmann, Josephina Neumann und Faustyna Stefanska den U15-Titel gewann. Bei der Jugend-WM 2021 in Portugal gewann Griesel Silber im U15 Mixed mit Milosz Redzimski und im U15 Doppel mit Annett Kaufmann. 2022 bei der Jugend-WM in Tunis trat sie erneut mit Annett Kaufmann im Doppel an und gewann Bronze in der U19-Altersklasse.
Bei den U21-Europameisterschaften in Sarajevo im April 2023 gewann sie im Doppel mit Bianca Mei Rosu Gold. Im Juli 2023 gewann Griesel erneut im Doppel mit Bianca Mei Rosu sowie mit der Mannschaft Silber in der Altersklasse U19 bei den Jugend-Europameisterschaften in Gliwice.
Im Dezember 2023 errang sie bei den Jugend-Weltmeisterschaften in Nova Gorica mit ihrem Mixed-Partner Andre Bertelsmeier die Bronzemedaille. 2025 gelang ein weiterer Sieg im Doppel, diesmal mit Anna Hursey (Wales).

## Erfolge

### Nationale Erfolge
- 1. Platz, Top 24 Bundesranglistenturnier 2019 (U15)
- 1. Platz, Top 24 Bundesranglistenturnier 2021 (U18)
- 1. Platz, Top 12 Bundesranglistenfinale 2023 (U19)
- 1. Platz, Deutsche Meisterschaften 2022 im Doppel mit Naomi Pranjkovic und Mixed mit Vincent Senkbeil (U18)
- 2. Platz Deutsche Meisterschaften in Einzel, Doppel und Mixed 2023 (U19)
- 1. Platz Deutsche Meisterschaften im Einzel und Mixed mit Andre Bertelsmeier 2024 (U19)
- 2. Platz Deutsche Meisterschaften im Doppel mit Jele Strortz 2024 (U19)

### Internationale Erfolge
- Gold, U21-Europameisterschaften 2023 im Doppel mit Bianca Mei Rosu
- Bronze, U21-Europameisterschaften 2023 in Einzel
- Gold, Jugend-EM 2021 mit der Mannschaft (U15)
- Silber, Jugend-WM 2021 im Doppel mit Annett Kaufmann und Bronze im Mixed mit Milosz Redzimski, Viertelfinale im Einzel (U15)
- Silber, Jugend-EM 2023 im Doppel mit Bianca Mei Rosu und im Team (U19)
- Bronze, Jugend-EM 2022 im Doppel mit Lea Lachenmayer und im Team (U19)
- Bronze, Jugend-WM 2022 im Doppel mit Annett Kaufmann (U19)
- Bronze, Jugend-WM 2023 im Mixed mit Andre Bertelsmeier (U19)
- Bronze, Jugend-WM 2024 im Einzel (U19)

## Wissenswertes
- Seit der 8. Klasse besuchte Griesel die Eliteschule des Sports (Humboldtschule Hannover) und das Lotto-Sportinternat am Bundesstützpunkt Hannover, wo sie 2022 Eliteschülerin des Jahres wurde.[19][20]
- 2024 absolvierte Griesel erfolgreich ihr Abitur an der Humboldtschule Hannover.
- In der RTL-Show Gipfel der Quizgiganten trat Griesel im Januar 2022 auf. In einem 10-minütigen Spiel mussten ihre Gegner Günther Jauch, Guido Cantz und Johannes B. Kerner jeweils möglichst viele ihrer zehn Aufschläge auf den Tisch retournieren. Kerner konnte zwei, Jauch und Cantz je einen Aufschlag zurückspielen.[21][22][23]